# 金世元
金世元（1926年12月—），男，汉族，北京人，中国中药学家，北京卫生职业学院主任药师，第二届国医大师，享受国务院政府特殊津贴专家。